# Racrange
Racrange (deutsch Rakringen) ist eine französische Gemeinde mit 620 Einwohnern (Stand 1. Januar 2022) im Département Moselle in der Region Grand Est (bis 2015 Lothringen). Sie gehört zum Arrondissement Forbach-Boulay-Moselle.

## Geografie
Die Gemeinde Racrange liegt 40 Kilometer südöstlich von Metz und ist im Westen mit der Kleinstadt Morhange zusammengewachsen.

## Geschichte
Der Ort wurde 926 erstmals als Racheringa erwähnt. Weitere Namen waren Raikeringe (1181) und Raqueringuen (1361).
Das Gemeindewappen erinnert an die beiden Abteien, die Besitz in Racrange hatten: die Abtei Glandern auf der heraldisch rechten Seite und die Abtei Sankt Arnulf auf der heraldisch linken Seite.

### Bevölkerungsentwicklung
| Jahr      | 1962 | 1968 | 1975 | 1982 | 1990 | 1999 | 2009 | 2019 |
| Einwohner | 501  | 528  | 600  | 543  | 570  | 599  | 639  | 624  |

## Sehenswürdigkeiten

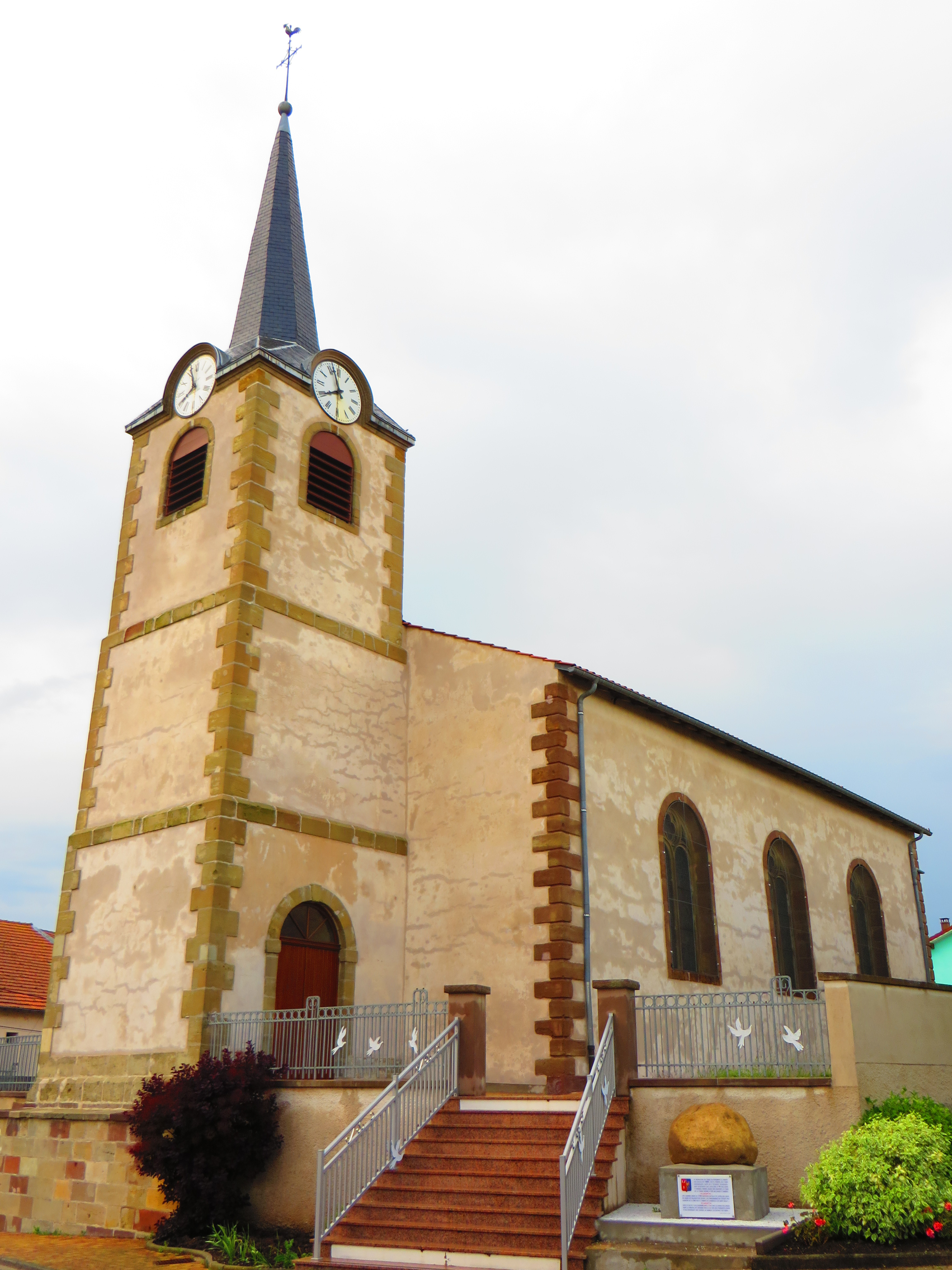
Kirche Saint-Léger

- Kirche Saint-Léger von 1746

## Belege
1. ↑  Wappenbeschreibung auf genealogie-lorraine.fr (französisch)